# Klotzsche
Klotzsche är en stadsdel i Dresden i Sachsen i Tyskland.
I stadsdelen ligger Dresdens flygplats. Tidigare fanns här även flygplansindustri.